# داني جينينغز
داني جينينغز (بالإنجليزية: Danny Jennings)‏ هو لاعب كرة قدم أسترالية أسترالي، ولد في 27 يوليو 1949.

## وصلات خارجية
- داني جينينغز على موقع AustralianFootball.com (الإنجليزية)
- داني جينينغز على موقع AFLtables.com (الإنجليزية)